# 척 코너스

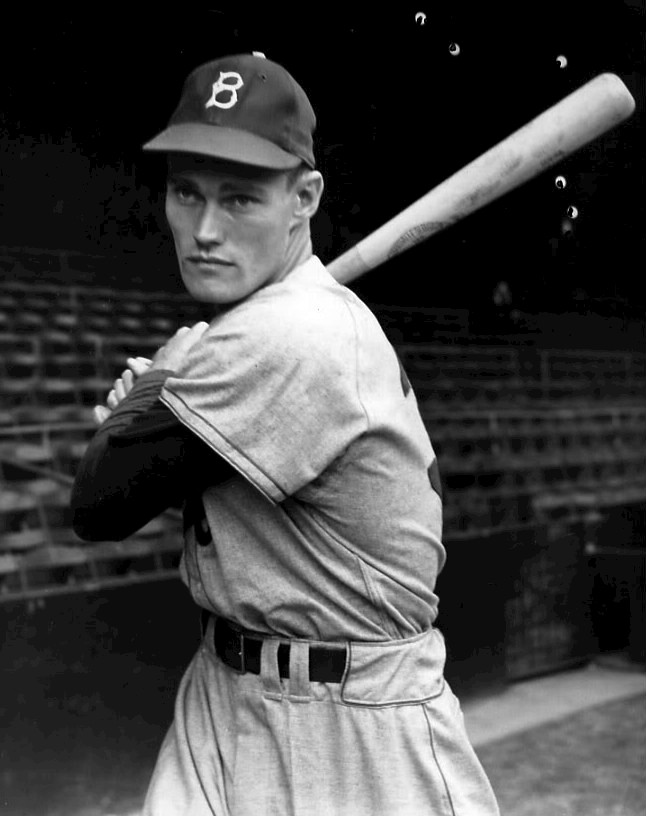

척 코너스(Chuck Connors, 1921년 4월 10일 ~ 1992년 11월 10일)는 미국의 농구 선수, 야구 선수, 배우이다.
브루클린에서 태어났으며 로스앤젤레스에서 사망하였다. 사인은 폐암으로 추정된다.

## 출연 작품
- 도박사 4 (1991년)
- 연어알 (1991년)
- 3일간의 전쟁 (1992년)
- 마피아 커넥션 (1990년)
- 스킨헤드 (1989년)
- 사막의 폭행자 (1989, High Desert Kill)
- 파라다이스 (1988년)
- 리벤지 특명 (1988년)
- 썸머 캠프 나이트메어 (1987년)
- 공포의 테러 (1987년)
- 미궁 속의 사랑 (1986년)
- 탐정 스펜서 (1985년)
- 론 스타 (1983년)
- 타겟 이글 (1982년)
- 뜨거운 여인들 (1982년)
- 에어플레인 2 (1982년)
- 부활의 날 (1980년)
- 투어리스트 트랩 (1979년)
- 데이브 오브 더 어쎄신 (1979년)
- 지옥의 수용소 (1976년)
- 99와 100분의 44% 죽음 (1974년)
- 소일렌트 그린 (1973년)
- 심야의 테러 (1972년)
- 판초 비야 (1972년)
- 매드 봄버 (1972년)
- 9인의 독수리 (1971년)
- 라티고 (1971년)
- 네모 선장과 수중도시 (1969년)
- 7인의 특명대 (1968년)
- 무브 오버, 달링 (1963년)
- 플리퍼 (1963년)
- 제로니모 (1962년)
- 빅 컨츄리 (1958년)
- 올드 옐러 (1957년)
- 디자이닝 우먼 (1957년)
- Hot Rod Girl (1956)
- 굿모닝 미스 도브 (1955년)
- 트러블 어롱 더 웨이 (1953년)
- 팻과 마이크 (1952년)

### 텔레비전
- 뿌리 - 그 다음 세대 (1979년)